# Ausa (Marecchia)
Die Ausa ist ein kleiner Fluss, welcher durch den Norden von San Marino und die Region Emilia-Romagna (Provinz Rimini) in Italien fließt. Der Fluss hat seine Quelle am Monte Titano in San Marino. Er fließt nordöstlich an Serravalle vorbei und überquert die Grenze nach Italien in der Provinz Rimini, in der Nähe des Ortes Dogana. Von dort aus fließt er weiter nach Nordosten und wird in Rimini durch Kanäle geleitet, bevor er in den Marecchia fließt. Die Ausa ist einer der längsten Flüsse in San Marino. An der Stelle, an der sie das Land verlässt, befindet sich der niedrigste Punkt San Marinos: 55 Meter über dem Meeresspiegel.